# Johnny Buff
Johnny Buff, właśc. John Lesky (ur. 12 czerwca 1888 w Perth Amboy, zm. 14 stycznia 1955 w East Orange) – amerykański bokser, były zawodowy mistrz świata kategorii koguciej.
Był drugim zawodowym mistrzem świata w boksie polskiego pochodzenia po Stanleyu Ketchelu.
Jako młody człowiek służył w United States Navy. Pierwszą walkę zawodową stoczył w grudniu 1917. Gdy Stany Zjednoczone przyłączyły się do udziały w I wojnie światowej, ponownie zaciągnął się do marynarki wojennej. Służył na pancerniku USS „Wyoming”. Od września 1918 był aktywnym bokserem, walczył przeważnie w formule no decision, czyli zwycięzcę ogłaszano tylko w razie zakończenia walki przed czasem. W 1919 stoczył 35 walk, w tym remisową zdaniem prasy z ówczesnym mistrzem świata w wadze koguciej Pete'em Hermanem. W 1920 walczył 15 razy; wśród jego przeciwników byli tak znani pięściarze, jak Memphis Pal Moore i Abe Goldstein. Zdaniem prasy z pierwszym z nich przegrał, a z drugim zremisował.
31 marca 1921 w Nowym Jorku po pokonaniu Abe Goldsteina przez techniczny nokaut w 2. rundzie Buff został mistrzem Stanów Zjednoczonych w wadze muszej. W obronie tego tytułu pokonał w kwietniu tego roku Young Zulu Kida. W sierpniu 1921 wygrał na punkty z byłym mistrzem świata wagi koguciej Charlesem Ledoux.
23 września 1921 Madison Square Garden w Nowym Jorku Johnny Buff zdobył tytuł mistrza świata w kategorii koguciej pokonując na punkty Pete'a Hermana. W obronie nowo zdobytego tytułu pokonał 10 listopada w Nowym Jorku Jackiego Sharkeya na punkty, a 15 grudnia tego roku w Milwaukee stoczył pojedynek no decision z Memphis Palem Moore'em, zdaniem prasy przegrany.
Stracił tytuł mistrza świata wagi koguciej 10 lipca 1922 w Nowym Jorku, gdy były mistrz świata Joe Lynch pokonał go przez techniczny nokaut w 14. rundzie. W następnej walce utracił również tytuł mistrza USA w wadze muszej po przegranej przez techniczny nokaut w 11. rundzie z Filipińczykiem Pancho Villą 14 września 1922 w Nowym Jorku. Kontynuował ze zmiennym szczęściem karierę bokserską do 1926, ale nigdy już nie walczył o tytuł mistrza świata.
Po zakończeniu kariery ponownie służył w US Navy, tym razem na pancerniku USS „California”. Jego wnukami są konferansjerzy bokserscy i MMA Michael Buffer i Bruce Buffer.
Został wybrany w 1969 do New Jersey Boxing Hall of Fame.